# Склезь Сергій Анатолійович
Сергі́й Анато́лійович Скле́зь — матрос Збройних Сил України, учасник російсько-української війни.

## Короткий життєпис
1996 року закінчив Камінь-Каширське ВПУ.
З вересня 2014 — доброволець, старший хімік радіаційного, хімічного та біологічного захисту, 1-й батальйон територіальної оборони «Волинь».
Ніс службу на одному з блокпостів. 24 листопада 2014 загинув уночі під час обстрілу, вчиненого терористами з РСЗВ БМ-21 «Град» та мінометів, позиції підрозділу поблизу Ольховатки. Сергій з посту не встиг добігти до бліндажа.
Похований у Камені-Каширському 27 листопада 2014, в Камінь-Каширському районі оголошено жалобу. Без сина лишилася мама Катерина Федорівна.

## Нагороди
За особисту мужність і героїзм, виявлені у захисті державного суверенітету та територіальної цілісності України, вірність військовій присязі під час російсько-української війни
- нагороджений орденом «За мужність» ІІІ ступеня (4.6.2015, посмертно).